# Juan Carlos Girauta
Juan Carlos Girauta Vidal, kat. Joan Carles Girauta i Vidal (ur. 12 marca 1961 w Barcelonie) – hiszpański prawnik, dziennikarz, pisarz i polityk, deputowany do Parlamentu Europejskiego VIII i X kadencji, parlamentarzysta krajowy.

## Życiorys
Ukończył studia prawnicze na Uniwersytecie Barcelońskim, następnie uzyskał dyplom MBA na uczelni ESADE. Uzyskał uprawnienia adwokata, zajął się również działalnością doradczą w zakresie zarządzania strategicznego i szkoleniową, wykładając w hiszpańskich szkołach biznesowych. Został również regularnym komentatorem i publicystą krajowych mediów.
W młodości działał w Partii Socjalistów Katalonii. W 2014 został umieszczony na drugim miejscu listy wyborczej ugrupowania Obywatele – Partia Obywatelska w wyborach europejskich. W wyniku głosowania z 25 maja 2014 uzyskał mandat eurodeputowanego VIII kadencji. W wyborach krajowych w 2015 został natomiast wybrany w skład Kongresu Deputowanych. Mandat poselski utrzymywał również w wyborach w 2016 i kwietniu 2019. W 2020 zrezygnował z członkostwa w partii. W 2024 z ramienia partii Vox po raz drugi został wybrany do Parlamentu Europejskiego.

## Publikacje
- El impulso de Beamon, 1992
- Dedíquese a lo importante, 1998
- Hacia dónde va el management: claves de un nuevo paradigma, 2004
- La república de Azaña, 2006
- La eclosión liberal, 2006
- El desorden, 2008
- La verdadera historia del PSOE, 2010
- Historias, 2010
- Votaré no, 2013[2]